# Alina Jungklaus
Alina Jungklaus (* 24. April 1998) ist eine deutsche Schwimmsportlerin. Sie war 2015 Deutsche Meisterin über 800 und über 1500 Meter Freistil auf der Kurzbahn.

## Erfolge
Die bei Stefan Lurz in Würzburg trainierende und für den SV Würzburg 05 startende Athletin gewann nach Erfolgen in der Jugend bei den Deutschen Kurzbahnmeisterschaften 2015 in der Wuppertaler Schwimmoper über 800 Meter in 8:24,41 min vor Johanna Friedrich (SC Magdeburg, 8:32,34) und Denise Gruhn (SG Dortmund, 8:34,21). Über 1500 Meter standen 16:00,18 zu Buche. Zweite wurde hier Vereinskameradin Leonie Antonia Beck (16:06,73) und Dritte wiederum Denise Gruhn (16:17,55). Beide Zeiten bedeuteten für Jungklaus Deutschen Jahrgangsrekord für Siebzehnjährige.
Jungklaus wurde nach diesen Erfolgen auch in den DSV-Kader für die Kurzbahneuropameisterschaften 2015 im israelischen Netanja berufen. Dort konnte sie sich im zweiten Vorlauf über 800 Meter in 8:26,35 nicht für den Endlauf qualifizieren und wurde Zehnte (Europameisterin Jazmin Carlin, 8:11,01).